# Nahum Goldmann

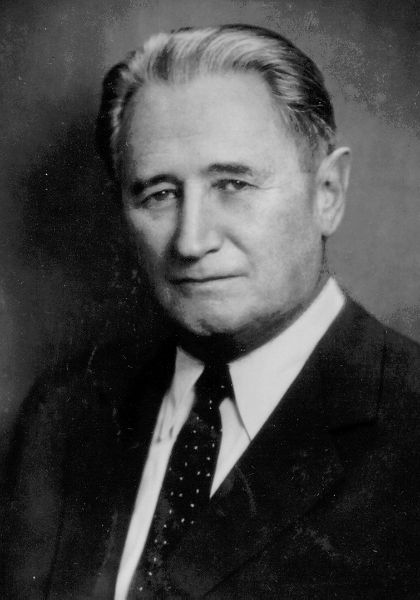
Nahum Goldmann

Nahum Goldmann (auch Nachum Goldmann oder Goldman; geboren am 10. Juli 1895 in Wischnewo, Gouvernement Wilna, Russisches Kaiserreich, heute Belarus; gestorben am 29. August 1982 in Bad Reichenhall) war als Gründer und langjähriger Präsident des Jüdischen Weltkongresses (WJC) einer der führenden Zionisten seiner Zeit.

## Leben
Nahum Goldmann kam als Sohn einer jüdischen Lehrer- und Schriftstellerfamilie 1900 mit seinen Eltern nach Deutschland; ab 1901 wohnte er in Frankfurt am Main, der Vater gab das Frankfurter israelitische Familienblatt heraus. Goldmann studierte in Marburg, Heidelberg, wo er dem VJSt Ivria beitrat, und ab 1918 in Berlin Jura, Geschichte und Philosophie. In Jura und Philosophie promovierte er 1920/1921 an der Universität Freiburg.
Während des Ersten Weltkriegs war Goldmann für die u. a. von Eugen Mittwoch geleitete deutsche Nachrichtenstelle für den Orient tätig und schrieb Veröffentlichungen für die von Ernst Jäckh herausgegebene Deutsche Orientbücherei. In der von Jäckh edierten Reihe Der Deutsche Krieg – Politische Flugschriften verfasste er Heft 52, Der Geist des Militarismus, in dem er den deutschen Militarismus als Prinzip intellektuell verteidigte und kulturphilosophisch begründete. Dort argumentierte er, „der demokratische Gedanke der Soldatenpflichten ist entstanden aus der deutschen idealistischen Philosophie. War der Citoyen der Französischen Revolution das lebendig gewordene Theorem des ,Contrat social‘, so mag man demgegenüber mit Recht den preußischen Feldwebel als den personifizierten kategorischen Imperativ Kants bezeichnen“. Dieser Satz wurde Jahrzehnte später, bis in die Gegenwart, in Medien, politischer Publizistik und Wissenschaft zitiert als Beleg für die die große Unterstützung  für den Krieg von Intellektuellen einerseits und von Juden und Zionisten andererseits.
1922 gründete er die Eschkol-Publikations-Gesellschaft und publizierte seit 1929 die Encyclopaedia Judaica. Ab 1918 engagierte er sich in der zionistischen Bewegung, hielt jedoch zu diesem Zeitpunkt die Gründung des Staates Israel noch für verfrüht. Von 1926 bis 1933 war er Leiter der Zionistischen Vereinigung in Deutschland. Er warnte frühzeitig vor der schweren, akuten Bedrohung der Juden durch die Nazis. Ab 1929 wurde er mit Unterbrechung bis 1940 Vertreter der Jewish Agency in Genf beim Völkerbund. Bei der „Machtergreifung“ der Nationalsozialisten hielt er sich gerade beim Begräbnis seines Vaters in Palästina auf, was ihn vor der Verhaftung durch die Gestapo bewahrte. Er kehrte nach Genf zurück und organisierte von dort die Flucht und die Hilfe für verfolgte Juden in Europa. Von 1940 bis 1960 hielt er sich als amerikanischer Staatsbürger in den USA auf.

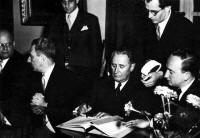
Goldmann unterzeichnet das Wiedergutmachungsabkommen mit Deutschland, 1952

In der Nachkriegszeit trat er für einen arabischen und einen jüdischen Staat in Palästina ein. Obwohl er mit David Ben Gurion aktiv für die Gründung des Staates Israel eintrat, hielt er die Gründung für verfrüht und warnte vor einem arabisch-israelischen Krieg, als der Staat Israel unmittelbar nach Abzug der britischen Mandatsmacht proklamiert wurde. Ab 1951 wurde er Vorsitzender des Exekutivkomitees der Jewish Agency. 1952 vermittelte er zwischen Israel und der Bundesrepublik Deutschland das Luxemburger Abkommen. 1954 gelang ein ähnlicher Ausgleich zwischen Israel und Österreich.
Als Präsident des 1936 von ihm mitgegründeten Jüdischen Weltkongresses, der Dachorganisation aller jüdischen Verbände außerhalb des Staates Israel, setzte sich Nahum Goldmann von 1949 bis 1978 im Ausland stets für Israel ein, obwohl er zeitweilig ein heftiger, profunder Kritiker der offiziellen israelischen Politik war. So schrieb er 1981:

„Wir müssen begreifen, dass das jüdische Leiden während des Holocausts nicht länger als Schutz dienen kann, und wir müssen es auf jeden Fall unterlassen, das Argument des Holocausts zu benutzen, um zu rechtfertigen, was auch immer wir tun mögen. Den Holocaust als Vorwand für die Bombardierung des Libanon zu benutzen, wie es beispielsweise Menachem Begin tut, ist eine Art ‚Hillul Hashem‘ [Sakrileg], eine Banalisierung der heiligen Tragödie der Soah [Holocaust], die nicht für eine politisch zweifelhafte und moralisch unvertretbare Politik missbraucht werden darf.“

Von 1956 bis 1968 war Goldmann außerdem Präsident der Zionistischen Weltorganisation (WZO). Er sprach sich für Einwanderungsbegrenzungen für Juden aus muslimischen Ländern nach Israel und für ihre teilweise Rückführung aus. Von 1960 an lebte er in Israel und der Schweiz, deren Staatsbürgerschaft er ab 1969 besaß. Im Lauf seines Lebens hatte er sieben Staatsangehörigkeiten und lebte zuletzt längere Zeit in Paris.
Er verstarb 87-jährig während eines Kuraufenthalts in einem Krankenhaus in Bad Reichenhall. Sein Grab befindet sich auf dem Herzlberg in Jerusalem.
Goldmann bemühte sich um einen Ausgleich mit den arabischen Nachbarn Israels. Er sah nur eine dauerhafte Überlebenschance für den israelischen Staat, wenn er bereit sei, das historische Recht der Palästinenser zu akzeptieren. Als er 1970 einen Vermittlungsversuch mit dem ägyptischen Präsidenten Gamal Abdel Nasser unternahm, verhinderte die israelische Regierung von Golda Meir das Gespräch. Den Versuch der Kontaktaufnahme zu PLO-Führer Jassir Arafat 1974 wertete sie gar als Verrat. Goldmann betrachtete die Weigerung, mit der PLO zu verhandeln, als töricht. Seine Vision war es, Israel in der Gestalt eines „neutralisierten Staates“ zu einem geistig-moralischen Zentrum für die Juden in aller Welt zu machen.

## Schriften
- Erez-Israel. Reisebriefe aus Palästina. Frankfurt 1914: online bei archive.org; zuerst veröffentlicht in Frankfurter Israelitisches Familienblatt ab Nr. 19, 1913; alle online bei Compact Memory.
- Rückblick nach siebzig Jahren. (über die Reisebriefe).
- Der Geist des Militarismus. Heft 52, Reihe Der Deutsche Krieg – Politische Flugschriften (Hrsg. Ernst Jäckh). Deutsche Verlags-Anstalt: Stuttgart und Berlin, S. 12 Volltext HathiTrust / Ohio State University
- Die innere Lage des polnischen Judentums. In: Neue Jüdische Monatshefte, Jg. 1, Heft 12, 25. März 1917, S. 335–342.
- Staatsmann ohne Staat. Kiepenheuer & Witsch, Köln 1970 (Autobiographie).
- Das jüdische Paradox – Zionismus und Judentum nach Hitler. Europäische Verlagsanstalt, Hamburg 1978, ISBN 3-434-50007-3.
- Mein Leben. USA – Europa – Israel. Langen-Müller, München 1981, ISBN 3-7844-1920-8 (2. Band der Autobiographie).
- Mein Leben als deutscher Jude. Langen-Müller, München 1982, ISBN 3-7844-1771-X (es gibt weitere Auflagen).
- Israel muß umdenken. Die Lage der Juden 1976. Rowohlt, Hamburg 1976, ISBN 3-499-14061-6.
- Drei Werke auf Jiddisch: online bei archive.org.
- Zwölf Artikel in jüdisch-deutschen Zeitschriften von 1913 bis 1920: online bei Compact Memory.